# Broj 1 singlovi 2007. (Kanada)
Ovo je godina u kojoj je Canadian Hot 100 lista doživjela premijeru i to 16. lipnja 2007.
Osam singlova se do kraja godine popelo na 1. mjesto liste. Timbalandov hit "Apologize" koji izvodi s OneRepublic se najduže zadržao na vodećoj poziciji, i to devet tjedana u 2007. i prva četiri tjedna u 2008. godini. Rihanna se s pjesmom "Umbrella" prva popela na 1. mjesto ove liste i ostala tamo 4 tjedna, dok su po tri tjdna boravili Fergie s "Big Girls Don't Cry", Timbaland s "The Way I Are", Plain White T's s "Hey There Delilah", i Kanye West s pjesmom "Stronger". Timbaland je jedini izvođač koji se dva puta popeo na 1. mjesto s dvjema pjesmama i zajedno na vrhu proveo 12 tjedana.

## Lista singlova na 1. mjestu
| Tjedan        | Pjesma                | Izvođač                         | Izvor  |
| ------------- | --------------------- | ------------------------------- | ------ |
| 16. lipnja    | "Umbrella"            | Rihanna featuring Jay Z         | [ 2 ]  |
| 23. lipnja    | "Umbrella"            | Rihanna featuring Jay Z         | [ 3 ]  |
| 30. lipnja    | "Umbrella"            | Rihanna featuring Jay Z         | [ 4 ]  |
| 7. srpnja     | "Umbrella"            | Rihanna featuring Jay Z         | [ 5 ]  |
| 14. srpnja    | "Big Girls Don't Cry" | Fergie                          | [ 6 ]  |
| 21. srpnja    | "Big Girls Don't Cry" | Fergie                          | [ 7 ]  |
| 28. srpnja    | "Big Girls Don't Cry" | Fergie                          | [ 8 ]  |
| 4. kolovoza   | "Hey There Delilah"   | Plain White T's                 | [ 9 ]  |
| 11. kolovoza  | "Beautiful Girls"     | Sean Kingston                   | [ 10 ] |
| 18. kolovoza  | "Beautiful Girls"     | Sean Kingston                   | [ 11 ] |
| 25. kolovoza  | "Hey There Delilah"   | Plain White T's                 | [ 12 ] |
| 1. rujna      | "Hey There Delilah"   | Plain White T's                 | [ 13 ] |
| 8. rujna      | "The Way I Are"       | Timbaland featuring Keri Hilson | [ 14 ] |
| 15. rujna     | "The Way I Are"       | Timbaland featuring Keri Hilson | [ 15 ] |
| 22. rujna     | "The Way I Are"       | Timbaland featuring Keri Hilson | [ 16 ] |
| 29. rujna     | "Stronger"            | Kanye West                      | [ 17 ] |
| 6. listopada  | "Stronger"            | Kanye West                      | [ 18 ] |
| 13. listopada | "Gimme More"          | Britney Spears                  | [ 19 ] |
| 20. listopada | "Gimme More"          | Britney Spears                  | [ 20 ] |
| 27. listopada | "Stronger"            | Kanye West                      | [ 21 ] |
| 3. studenog   | "Apologize"           | Timbaland featuring OneRepublic | [ 22 ] |
| 10. studenog  | "Apologize"           | Timbaland featuring OneRepublic | [ 23 ] |
| 17. studenog  | "Apologize"           | Timbaland featuring OneRepublic | [ 24 ] |
| 24. studenog  | "Apologize"           | Timbaland featuring OneRepublic | [ 25 ] |
| 1. prosinca   | "Apologize"           | Timbaland featuring OneRepublic | [ 26 ] |
| 8. prosinca   | "Apologize"           | Timbaland featuring OneRepublic | [ 27 ] |
| 15. prosinca  | "Apologize"           | Timbaland featuring OneRepublic | [ 28 ] |
| 22. prosinca  | "Apologize"           | Timbaland featuring OneRepublic | [ 29 ] |
| 29. prosinca  | "Apologize"           | Timbaland featuring OneRepublic | [ 30 ] |